# John Ewen Sinclair
Pour les articles homonymes, voir John Sinclair et Sinclair.
John Ewen Sinclair (24 décembre 1879-23 décembre 1949) est un homme politique canadien de l'Île-du-Prince-Édouard. Il est député fédéral des Libéraux de Laurier et libéral de la circonscription prince-édouardienne de Queen's de 1917 à 1925. Il est ministre dans le cabinet du premier ministre Mackenzie King.

## Biographie
Né à Summerfield à l'Île-du-Prince-Édouard, Sinclair est un agriculteur de l'Île-du-Prince-Édouard.
Élu en 1917 et réélu en 1921, il est défait en 1925. De retour en 1926, il est nommé au Sénat du Canada pour la division prince-édouardienne de Queen's en 1930.
De 1921 à 1925, il est ministre sans portefeuille dans le cabinet de Mackenzie King.
Siégeant au Sénat, il meurt en fonction en 1949.